# Jogos da Commonwealth de 2014
Jogos da Commonwealth de 2014, oficialmente denominados XX Jogos da Commonwealth, foi um evento multiesportivo realizado entre 24 de julho a 3 de agosto na Escócia, sendo o maior destes eventos já realizados no país. Os jogos tiveram Glasgow como sede principal e também outras quatro subsedes em Barry, Motherwell e a capital Edimburgo. A cidade foi eleita pela Federação dos Jogos da Commonwealth em 9 de novembro de 2007 em Colombo, capital do Sri Lanka. Anteriormente o país já havia sediado duas edições dos Jogos da Commonwealth, em 1970 e em 1986, ambas em Edimburgo. Nos últimos dez anos, Glasgow sediou também vários Campeonatos Mundiais, Europeus ou Britânicos em todas as 17 modalidades propostas no programa da edição de 2014, incluindo o Campeonato Mundial de Badminton em 1997.
Os Jogos receberam elogios por sua organização, audiência e o entusiasmo por parte dos escoceses, com o chefe executivo da Federação dos Jogos da Commonwealth Mike Hooper declarando que "esses jogos foram uma nova página na historia do evento". Realizados na Escócia pela terceira vez, três das quatro nações integrantes do Reino Unido (Inglaterra, Escócia e País de Gales) terminaram conseguindo suas melhores campanhas da história do evento em termos absolutos. Os anfitriões escoceses terminaram em quarto lugar no quadro geral de medalhas, melhor posição até então, e pela primeira vez desde os Jogos da Commonwealth de 1986 a Inglaterra terminou os Jogos no primeiro lugar do quadro de medalhas. Além disso Kiribati ganhou sua primeira medalha na história do evento na prova da categoria até 105 kg do halterofilismo.

## Processo de candidatura
A Escócia foi o primeiro país a estudar uma candidatura para os Jogos da Commonwealth de 2014. Em 2004, várias cidades escocesas foram convidadas pelo Conselho Escocês dos Jogos da Commonwelth para considerar uma possível candidatura. Em setembro do mesmo ano, as duas candidatas foram anunciadas: Edimburgo, que sediou os Jogos em 1970 e em 1986, e a primeira edição dos Jogos da Juventude da Commonwealth em 2000, e Glasgow. No mesmo mês Glasgow foi anunciada como vencedora segundo uma análise de vários fatores pelo Conselho Escôces para os Jogos da Commonwealth. O Executivo Escocês sob o primeiro-ministro da Escócia, Jack McConnell, com o suporte do Governo Britânico e todos os partidos no Parlamento Escocês, anunciaram o apoio a candidatura escocesa em 16 de setembro de 2005.
Em março de 2006, durante os Jogos da Commonwealth de 2006 em Melbourne, o processo de candidatura teve início. Glasgow se apresentou perante os membros do Conselho da Federação dos Jogos da Commonwealth, junto com as outras duas candidatas: Abuja,  capital da Nigéria e Halifax, no Canadá. Em outubro do mesmo ano, a cidade recebeu a sua primeira visita de inspeção. No começo de 2007, Glasgow anunciou que incluiria 17 esportes nos Jogos se sua candidatura fosse a eleita. As cidades tinham até maio de 2007 para entregar os documentos, mas em 7 de março de 2007 Halifax anunciou sua desistência, seguida do anúncio de que a prefeitura estava sem verbas para a candidatura do evento.
Com as candidaturas de Abuja e Glasgow restando, a situação estava favorável para Abuja pelo fato da África nunca ter sediado os Jogos e também pelo rodízio continental vigente nos Jogos. A edição de 2002 havia sido na Europa, a de 2006 na Oceania e a de 2010 na Ásia. Entretanto após a análise dos dois relatórios, Glasgow conseguiu reverter a situação desfavorável e conseguiu comprovar que estava em condições melhores do que a candidatura de Abuja. No relatório final em setembro de 2007,o  Comitê de Avaliação dos Jogos da Commonwealth constatou que "Glasgow mostrou a sua capacidade de sediar os Jogos da Commonwealth de 2014 com padrões que irão manter a imagem e o prestígio dos Jogos".
A escolha da sede dos Jogos da Commonwealth de 2014 foi em Colombo, no Sri Lanka, em 9 de novembro de 2007 durante a Assembleia Geral da Federação dos Jogos da Commonwealth com a participação das então 71 Federações Nacionais dos países membros da Comunidade Britânica. A Associação segue os mesmos procedimentos da escolha das cidades sedes dos Jogos Olímpicos, onde cada cidade fez sua apresentação para a Assembleia Geral, na ordem determinada por sorteio meses antes. A apresentação de Glasgow foi liderada por Louise Martin, presidente do Conselho Escocês para os Jogos da Commonwealth, o então primeiro-ministro Alex Salmond, o atleta Jamie Quarry e o prefeito da cidade Steven Purcell. A apresentação ainda incluiu um video narrado pelo ator Sean Connery. A delegação de Abuja foi liderada pelo ex-presidente da Nigéria, o General Yakobu Gowon. 
Após a apresentação, os membros da Associação votaram secretamente na sua candidata preferida. Como só eram duas candidatas, a vencedora seria escolhida por maioria simples. Os resultados do processo de votação foram os seguintes:
| Eleição da sede dos Jogos da Commonwealth de 2014 | Eleição da sede dos Jogos da Commonwealth de 2014 | Eleição da sede dos Jogos da Commonwealth de 2014 | Eleição da sede dos Jogos da Commonwealth de 2014 |
| Cidade                                            | Membro                                            | Votos                                             |                                                   |
| ------------------------------------------------- | ------------------------------------------------- | ------------------------------------------------- | ------------------------------------------------- |
| Glasgow                                           | Escócia                                           | 47                                                |                                                   |
| Abuja                                             | Nigéria                                           | 24                                                |                                                   |

A comemoração foi realizada na prefeitura de Glasgow aonde 1 200 pessoas estavam esperando o resultado.

## Preparação

### Sede de competições

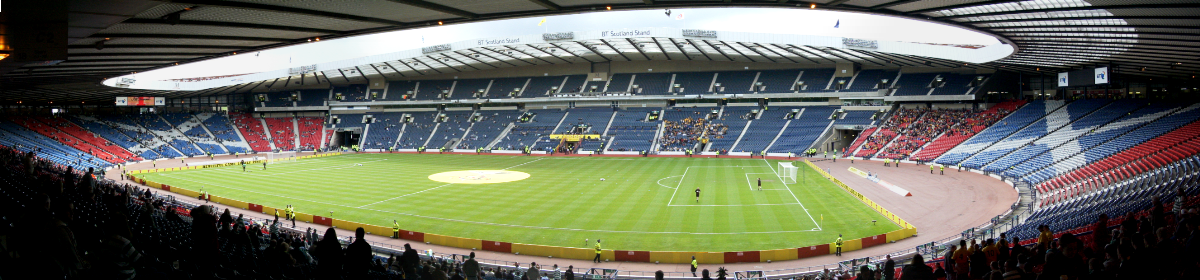
O Hampden Park irá sediar o atletismo e a Cerimônia de Encerramento.

Um dos principais fatores para escolha de Glasgow foi o fato de que 70% dos locais de competições estavam prontos e em uso. A maioria dos locais está numa distância de 20 minutos de distância em tempo de transporte da Vila da Commonwealth, em Dalmarnock, e estão divididas em três clusters; no East End, no South Side e no West End da cidade. Os demais eventos foram realizados na Grande Glasgow, exceto o tiro, o triatlo e os saltos ornamentais.

#### Estádios principais
O Hampden Park, estádio da Seleção Escocesa de Futebol, está localizado no Glasgow's South Side e foi a sede do atletismo e da Cerimônia de Encerramento, enquanto o Celtic Park, localizado no East End, foi usado para a Cerimônia de Abertura. Foi a primeira vez na história dos Jogos da Commonwealth que as cerimônias não foram centralizadas num mesmo estádio.

#### Cluster West End
O Scottish Exhibition and Conference Centre, localizado no West End, sediou as competições de lutas, judô e boxe, assim como os centros de mídia (MPC) e de transmissão (IBC) localizada na nova sede da BBC Scotland e da televisão escocesa no bairro de Pacific Quay. O Clyde Auditorium sediou o halterofilismo, e do seu lado está a nova The SSE Hydro que foi usada nos eventos da ginástica e do netball.
No Kelvingrove Park foram realizados os eventos do lawn bowls, onde já existiam cinco jardins de bowls prontos e em uso. O Kelvingrove Park está perto também do Scottish Exhibition and Conference Centre. O Scotstoun Leisure Centre sediou os eventos de raquete: tênis de mesa e squash. 

#### Cluster East End

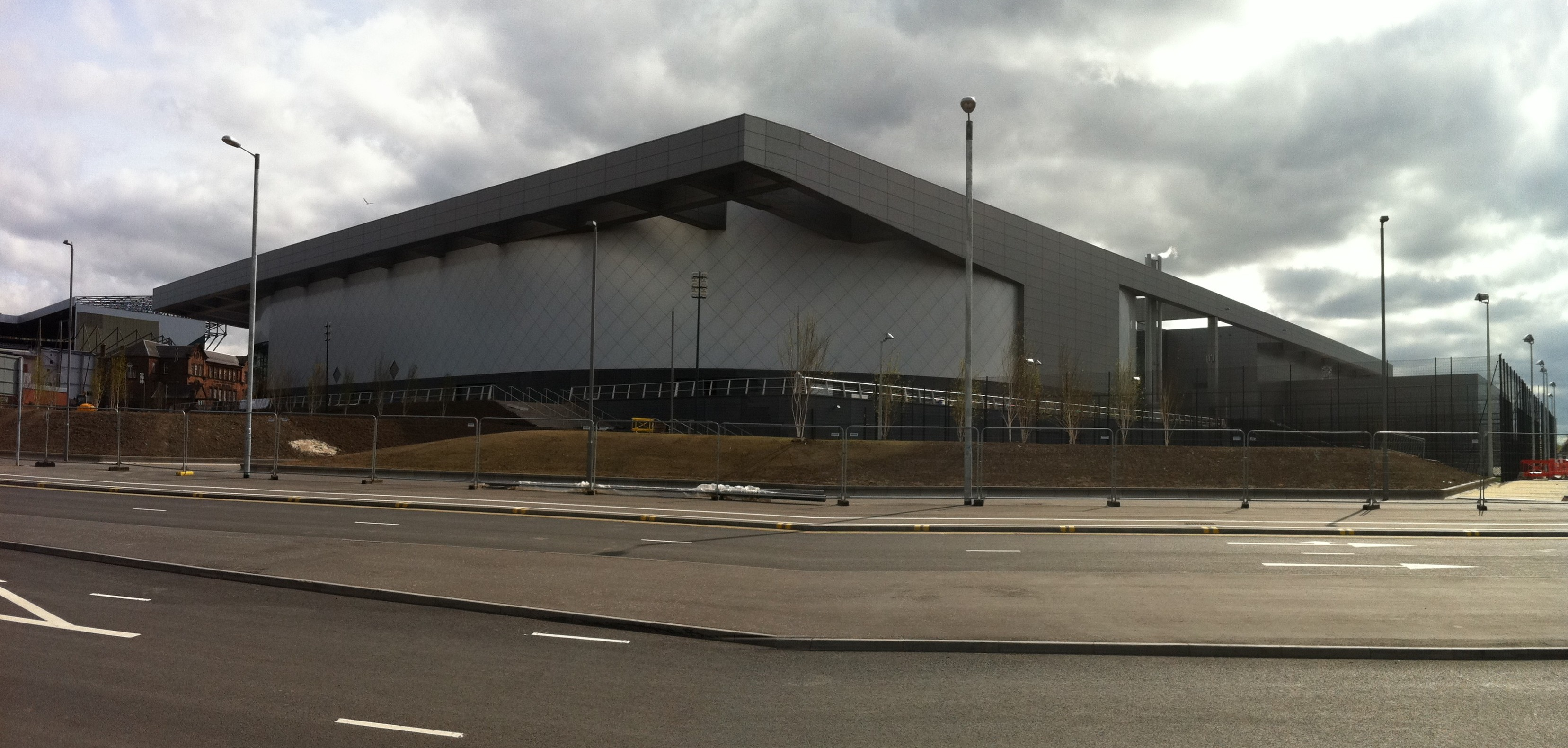
A Emirates Arena.

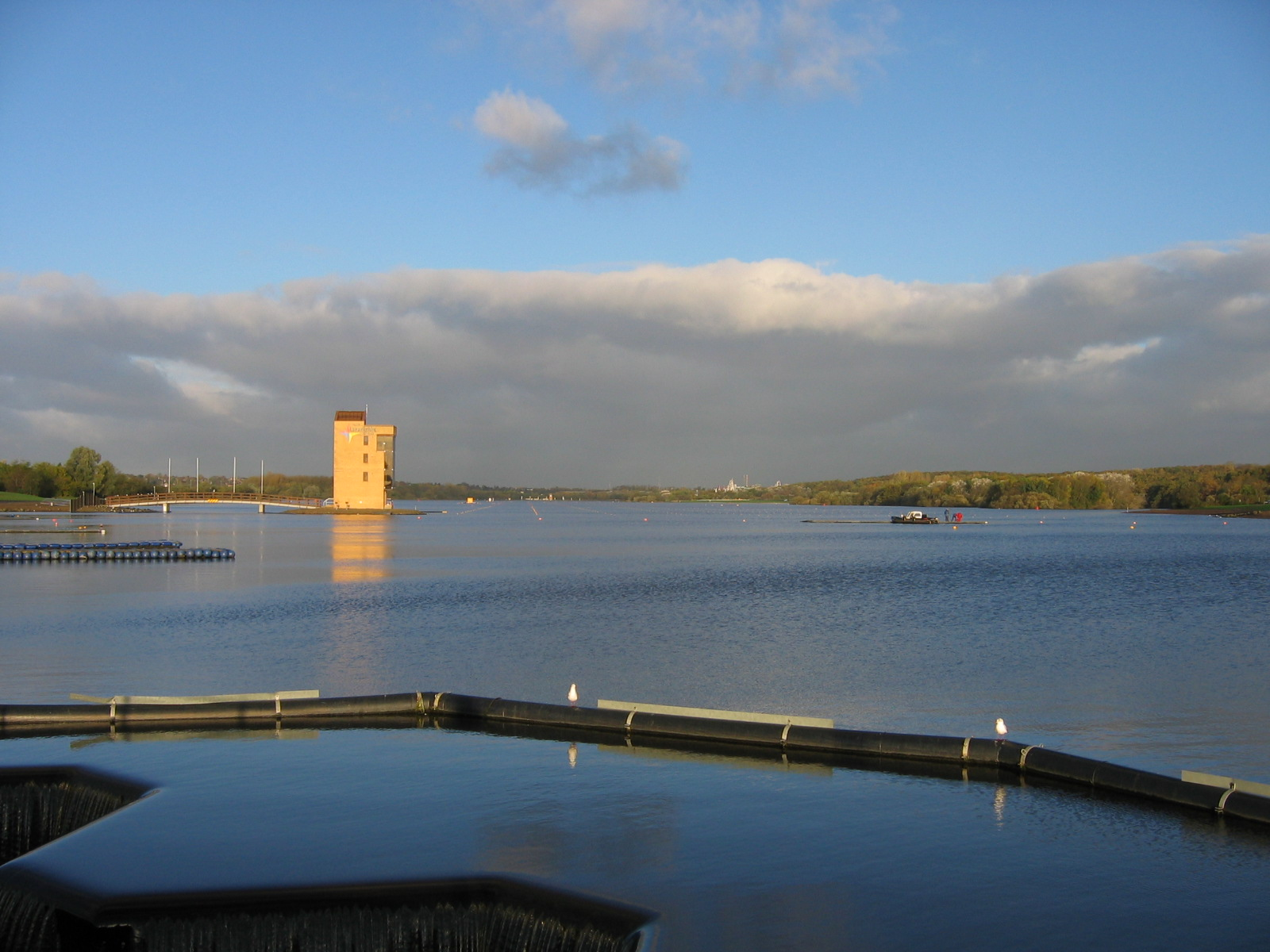
Strathclyde Country Park sediará o triatlo.

A Arena Commonwealth e Velódromo Sir Chris Hoy, também conhecida como Emirates Arena por motivos de patrocínio, foi construída no distrito de Parkhead, no oeste da cidade, com o seu velódromo na posição oposta ao Celtic Park e sediaram o badminton e o ciclismo de pista.
A chegada das provas do ciclismo de estrada aconteceu no Glasgow Green. O Glasgow Green também sediou o hóquei sobre a grama e para isso foi construído o novo Glasgow National Hockey Centre.
No Tollcross International Swimming Centre foram realizados os eventos da natação. Ele já estava pronto e tem uma piscina olímpica que foi modernizada e expandido com uma segunda piscina para aquecimento e treinos. A capacidade também foi aumentada para 5 mil pessoas.
No East End estava localizada ainda a Vila dos Atletas, exatamente do lado da Arena Commonwealth e Velódromo Sir Chris Hoy no bairro de Dalmarnock. A vila se tornará o centro de um projeto maior chamado Clyde Gateway Project, um plano estratégico de 1,6 bilhão de libras que irá construir um novo bairro e revitalizará o East End da cidade. O masterplan da vila foi desenvolvido pelo escritório RMJM, cobrindo uma área de 35 hectares e foi especificamente construída e hospedou por volta de 6 500 atletas e oficiais em dois mil e quinhentos quartos e deixa um legado de regeneração urbana nesta parte da cidade.

#### Cluster South Side
O Ibrox Stadium, no South Side, foi o local das disputas do rugby sevens. O mountain bike foi realizado no Cathkin Braes, o ponto mais alto da cidade. A largada da maratona ocorreu no Hampden Park, que foi sede dos eventos de atletismo.

#### Subsedes
As competições de saltos ornamentais foram realizadas na Royal Commonwealth Pool em Edimburgo, localizada a 72 km a leste da cidade e que foi usada na edições do mesmo evento em 1970 e 1986, realizados na cidade. Devido a o número limitado de países participantes e de eventos e a falta de uma piscina em padrões internacionais para os saltos ornamentais em Glasgow, a alternativa mais barata para o comitê organizador foi a transferência do evento para Edimburgo.
Os eventos de tiro foram realizados no centro de tiro de Barry Bundon, perto de Dundee. O mesmo local foi usado para os mesmos eventos nos Jogos de 1986.
No Strathclyde Country Park, entre Hamilton e Motherwell, aconteceram as provas do triatlo.

## Esportes
A atual lista de esportes obrigatórios consta de atletismo, esportes aquáticos (natação), hóquei sobre a grama, lawn bowls, halterofilismo, netball (feminino), rugby sevens (masculino) e o squash. Dois esportes devem adicionar compulsoriamente eventos para portadores de necessidades especiais, no caso o atletismo e a natação. Esta foi a penúltima edição na qual estes esportes constam na lista de esportes obrigatórios. O número não pode ser menor do que dez e maior do que dezessete.
Nesta edição o programa foi composto de 17 modalidades, sendo que o nado sincronizado, o tênis e o tiro com arco foram removidos. Três modalidades retornaram ao programa: o judô, ausente desde Manchester 2002, o triatlo, e o mountain bike nos eventos do ciclismo. As duas últimas foram removidas do programa dos Jogos da Commonwealth de 2010 por questões de infraestrutura. Entre as novidades estavam a realização do revezamento misto no triatlo, a adição do boxe feminino e o número igual de eventos para homens e mulheres no tiro. Além disso o programa para atletas de elite com deficiência foi expandido para 22 eventos, sendo que pela primeira vez houve eventos no ciclismo e o retorno dos eventos no lawn bowls que estavam ausentes desde 2002. As provas da marcha atlética foram removidas do atletismo por questões de infraestrutura.
| - Atletismo - Badminton - Boxe - Ciclismo - Esportes aquáticos - Natação - Saltos ornamentais - Ginástica - Halterofilismo - Hóquei sobre a grama |  | - Judô - Lawn bowls - Lutas - Netball - Rugby sevens - Squash - Tênis de mesa - Tiro - Triatlo |

## Países e territórios participantes
A edição de 2014 dos Jogos da Commonwealth contou com 71 países e territórios participantes e um total de 4 950 atletas participantes, fazendo desta edição a segunda maior da história ultrapassando em apenas 35 atletas a edição de 2006 em Melbourne, na Austrália.
Em 7 de outubro de 2013, Gâmbia, que havia decidido sair da Commonwealth cinco dias antes, anunciou que também desistiu de participar dos Jogos. Fiji retornou aos Jogos depois da ausência em Délhi 2010 e após cinco anos de suspensão da Commonwealth devido a um golpe de estado.
| - África do Sul - Anguila - Antígua e Barbuda - Austrália - Bahamas - Bangladesh - Barbados - Belize - Bermudas - Botswana - Brunei - Camarões - Canadá - Chipre - Dominica - Escócia - Fiji - Gana | - Gibraltar - Granada - Guernsey - Guiana - Ilha de Man - Ilha Norfolk - Ilhas Caimã - Ilhas Cook - Ilhas Malvinas - Ilhas Salomão - Ilhas Virgens Britânicas - Índia - Inglaterra - Irlanda do Norte - Jamaica - Jersey - Kiribati - Lesoto | - Malawi - Malásia - Maldivas - Malta - Ilhas Maurícias - Moçambique - Monserrate - Namíbia - Nauru - Nigéria - Niue - Nova Zelândia - País de Gales - Papua-Nova Guiné - Paquistão - Quênia - Ruanda - Samoa | - Santa Helena - Santa Lúcia - São Cristóvão e Neves - São Vicente e Granadinas - Serra Leoa - Seicheles - Singapura - Sri Lanka - Essuatíni - Tanzânia - Tonga - Trinidad e Tobago - Turcas e Caicos - Tuvalu - Uganda - Vanuatu - Zâmbia |

## Calendário
Este foi o calendário oficial dos Jogos:

## Medalhas
A primeira medalha de ouro foi conquistada pela inglesa Jade Stimpston na prova feminina do triatlo com o tempo de 1h58min58s. A medalha de prata foi para a canadense Kisten Sweetland e o bronze para a também inglesa Vicky Holland.
Já o primeiro ouro do país anfitrião foi conquistada por Kimberley Renicks no evento da categoria abaixo de 49 kg do judô feminino ao vencer a indiana Shushila Likmambam.
     País sede destacado.
| Ordem | País              | Medalha de ouro | Medalha de prata | Medalha de bronze | Total |
| ----- | ----------------- | --------------- | ---------------- | ----------------- | ----- |
| 1     | Inglaterra        | 58              | 59               | 57                | 174   |
| 2     | Austrália         | 49              | 42               | 46                | 137   |
| 3     | Canadá            | 32              | 16               | 34                | 82    |
| 4     | Escócia           | 19              | 15               | 19                | 53    |
| 5     | Índia             | 15              | 30               | 19                | 64    |
| 6     | Nova Zelândia     | 14              | 14               | 17                | 45    |
| 7     | África do Sul     | 13              | 10               | 17                | 40    |
| 8     | Nigéria           | 11              | 11               | 14                | 36    |
| 9     | Quénia            | 10              | 10               | 5                 | 25    |
| 10    | Jamaica           | 10              | 4                | 8                 | 22    |
| 11    | Singapura         | 8               | 5                | 4                 | 17    |
| 12    | Malásia           | 6               | 7                | 6                 | 19    |
| 13    | País de Gales     | 5               | 11               | 20                | 36    |
| 14    | Chipre            | 2               | 4                | 2                 | 8     |
| 15    | Irlanda do Norte  | 2               | 3                | 7                 | 12    |
| 16    | Papua-Nova Guiné  | 2               |                  |                   | 2     |
| 17    | Camarões          | 1               | 3                | 3                 | 7     |
| 18    | Uganda            | 1               |                  | 4                 | 5     |
| 19    | Granada           | 1               |                  | 1                 | 2     |
| 20    | Botswana          | 1               |                  |                   | 1     |
|       | Kiribati          | 1               |                  |                   | 1     |
| 22    | Trindade e Tobago |                 | 3                | 5                 | 8     |
| 23    | Paquistão         |                 | 3                | 1                 | 4     |
| 24    | Bahamas           |                 | 2                | 1                 | 3     |
|       | Samoa             |                 | 2                | 1                 | 3     |
| 26    | Namíbia           |                 | 1                | 2                 | 3     |
| 27    | Moçambique        |                 | 1                | 1                 | 2     |
|       | Maurícia          |                 | 1                | 1                 | 2     |
| 29    | Bangladesh        |                 | 1                |                   | 1     |
|       | Ilha de Man       |                 | 1                |                   | 1     |
|       | Nauru             |                 | 1                |                   | 1     |
|       | Sri Lanka         |                 | 1                |                   | 1     |
| 33    | Gana              |                 |                  | 2                 | 2     |
|       | Zâmbia            |                 |                  | 2                 | 2     |
| 35    | Barbados          |                 |                  | 1                 | 1     |
|       | Fiji              |                 |                  | 1                 | 1     |
|       | Santa Lúcia       |                 |                  | 1                 | 1     |
| TOTAL | TOTAL             | 261             | 261              | 302               | 824   |

## Doping
O primeiro caso de doping foi registrado no halterofilismo. A nigeriana Chika Amalaha testou positivo para diuréticos e agentes mascarados no evento da categoria abaixo de 53 kg e foi provisoriamente suspensa. Com a confirmação do doping na amostra B ela foi desclassificada e perdeu a medalha de ouro que foi remanejada para Dika Toua, de Papua-Nova Guiné. A medalha de prata foi para Santoshi Matsa, da Índia e o bronze para a também indiana Swati Singh.
O segundo caso de doping foi registrado no atletismo. A botsuana Amantle Montsho, ex-campeã mundial dos 400 metros, testou positivo para metilhexaneamina e foi preventivamente suspensa. Montsho havia ficado em quarto lugar na prova..

## Polêmica com Usain Bolt
Maior nome do atletismo mundial, o velocista jamaicano Usain Bolt teria declarado ao jornal The Times publicado em 29 de julho que os Jogos da Commonwealth são "uma pequena m...". Na reportagem, a jornalista Katie Gibbons afirma ter conversado com o recordista mundial dos 100 m e 200 metros rasos "na garoa escocesa" enquanto ele esperava pela chegada de seu carro. "Mal-humorado", Bolt teria dito que "a Olimpíada foi melhor", garantiu não estar se divertindo na Escócia e sentiu que os Jogos da Commonwealth são "uma pequena m...". Bolt, porém, desmentiu a informação através do microblog Twitter e criticou a reportagem dizendo se tratar de uma mentira e "falta de noção".
Nos Jogos, Bolt integra a equipe da Jamaica na prova do revezamento 4x100 metros masculino, onde ajudou a classificar o time para a final.